# Teorema espectral
En matemàtiques, en particular en àlgebra lineal i anàlisi funcional, el teorema espectral fa referència a diferents resultats sobre operadors lineals o matriu. En termes generals, el teorema espectral proporciona les condicions sota les quals es pot diagonalitzar un operador o una matriu (és a dir, representar com una matriu diagonal en alguna base). Aquest concepte de diagonalització és bastant clar quan es tracten operadors en espais de dimensió finita, però requereix algunes modificacions per als operadors en espais de dimensió infinita. En general, el teorema espectral identifica una classe d'operadors lineals que poden ser modelats pels operadors de multiplicació. En un llenguatge més abstracte, el teorema espectral és un postulat sobre C*-àlgebres commutatives.
Exemples d'operadors als quals s'aplica el teorema espectral són els operadors autoadjunts o de manera més general els operadors normals en espais de Hilbert.
El teorema espectral també proporciona una descomposició canònica, anomenada la descomposició espectral o de valor propi, de l'espai vectorial subjacent en el qual l'operador actua.

## Teorema espectral de les matrius simètriques reals
Aquest teorema, demostrat per primer cop per Augustin Louis Cauchy, assegura que tota matriu simètrica A ∈ Mn(ℝ) és ℝ-diagonalitzable i té una base de vectors propis que és ortonormal respecte del producte escalar usual a ℝn. Això és equivalent a dir que existeix una matriu P ∈ Mn(ℝ) tal que P-1 = Pt i P-1·A·P és diagonal.